# Cantone di Oyonnax-Sud
Il Cantone di Oyonnax-Sud è una divisione amministrativa dell'arrondissement di Nantua, creato nel 1982.
A seguito della riforma approvata con decreto del 13 febbraio 2014, che ha avuto attuazione dopo le elezioni dipartimentali del 2015, è stato soppresso.

## Composizione
Comprendeva parte della città di Oyonnax e 4 comuni:
- Bellignat
- Géovreisset
- Groissiat
- Martignat